# Murat Akyüz
Murat Akyüz (* 13. August 1981 in Istanbul) ist ein türkischer Fußballspieler.

## Karriere
Akyüz kam im Istanbuler Stadtteil Bakırköy auf die Welt und begann hier in der Jugend von Galatasaray Istanbul mit seiner Vereinskarriere. Wegen der damals großen Konkurrenz auf seiner Position wurde ihm früh erklärt, dass man mit ihm nicht weiter plane. So wechselte Akyüz als Profispieler zum damaligen Viertligisten Alibeyköyspor. Er fand hier sofort Zugang zum Profiteam und absolvierte in einer Saison 29 Ligapartien. Aufgrund dieser Leistung wurden die Mannschaften der höheren Ligen auf ihn aufmerksam. So wechselte er bereits nach einem Jahr zum Drittligisten Kartalspor.
Nach zwei erfolgreichen Jahren bei Kartalspor wurde er samt Ablöse vom damaligen Zweitligisten Kayseri Erciyesspor angeworben. Auch hier schaffte er es schnell in die Stammformation. Zum Saisonende erreichte er mit seiner Mannschaft durch den dritten Tabellenplatz den direkten Aufstieg in die Süper Lig. In der Süper Lig verlor er seinen Stammplatz, kam aber als Ergänzungsspieler oft zu Einsätzen und spielte auch manchmal in der Startelf.
2006 verließ er Erciyesspor und wechselte zum Erstligisten Ankaraspor. Hier spielte er die nachfolgenden drei Spielzeiten lang, zumeist als Ergänzungsspieler. 
Für die Saison 2007/08 einigte er sich mit Bursaspor und unterschrieb hier einen Zweijahresvertrag. Nach dem Saisonvorbereitungscamp wurde er vom Trainerstab aussortiert und in die Liste der Spieler aufgenommen. So verbrachte er die nachfolgenden zwei Spielzeiten beim Drittligisten MKE Kırıkkalespor. Hier schaffte er es schnell in die Startelf und spielte zwei Spielzeiten lang für die Mannschaft aus Zentralanatolien. Nachdem Ankaraspor in der Hinrunde 2009/10 vom nationalen Fußballverband aus dem Spielgeschehen ausgeschlossen wurde, verließen alle Spieler den Verein. So wechselte auch Akyüz und heuerte zur Rückrunde der Spielzeit beim Zweitligisten Orduspor an.
Bereits zum Saisonende verließ er Orduspor und wechselte zum Süper-Lig-Absteiger Denizlispor. Hier spielte er lediglich eine halbe Spielzeit und unterschrieb beim Ligakonkurrenten Karşıyaka SK. Nach eineinhalb Jahren bei Karşıyaka wechselte Akyüz Ende Januar 2013 zum Erstligisten Sanica Boru Elazığspor. Nach einer halben Saison verließ Akyüz Elazığ und unterschrieb bei Samsunspor.
Zum Sommer 2015 kehrte er zu Elazığspor zurück und zog dann eine halbe Saison weiter zum Ligakonkurrenten Adana Demirspor weiter.

## Erfolge
Mit Kayseri Erciyesspor
- Tabellendritter der TFF 1. Lig Aufstieg in die Süper Lig: 2004/05